# Kozi Rynek (Pogódki)
Kozi Rynek – nazwa zwyczajowa części wsi Pogódki w Polsce położona na Kociewiu w województwie pomorskim, w powiecie starogardzkim, w gminie Skarszewy, w pradolinie rzeki Wierzycy.
Nazwa ta nie występuje w spisie miejscowości TERYT.
W latach 1975–1998 miejscowość administracyjnie należała do województwa gdańskiego.